# شجرة التين في واياكي واي
شجرة التين واياكي واي الواقعة في منطقة ويستلاندز في نيروبي، كينيا، ومشهورة بأهميتها الثقافية. تُعرف محليًا باسم موغومو، وتُوصف بأنه يبلغ ارتفاعها أربعة طوابق ويُعتقد أن عمرها لا يقل عن قرن من الزمن.
في أكتوبر 2020، أعلنت الهيئة الوطنية للطرق السريعة في كينيا عن خطط لنقل الشجرة لإفساح المجال أمام إنشاء طريق نيروبي السريع، وهو طريق سريع مكوّن من أربعة مسارات ممول من قبل الحكومة الصينية. قد أدى هذا الإعلان إلى حملة نظمها نشطاء بيئيون في محاولة لإبقاء الشجرة في مكانها دون المساس بها، وقد استجاب الرئيس الكيني أوهورو كينياتا لهذه الدعوات وأصدر مرسومًا يضمن حماية الشجرة. ستتولى خدمات العاصمة نيروبي رعاية الشجرة، كما سيتم تعديل مسار مشروع الطريق السريع.
تُعد شجرة التين مقدسة لدى شعب الكيكويو. تُستخدم أشجار موغومو، بما في ذلك شجرة طريق واياكي، تقليديًا كأماكن للعبادة أو مزارات دينية. يُعد قطع أشجار الموغومو أمرًا محرّمًا في ثقافة الكيكويو. وخلال فترات الجفاف، غالبًا ما تُقام الصلوات عند قاعدة الشجرة من أجل طلب نزول المطر.
في مايو 2021، بدأت الشجرة الشهيرة الواقعة على طول طريق واياكي، والتي تم إنقاذها من الإزالة لتوسعة طريق نيروبي السريع، تُستخدم لعقد اجتماعات حكومية وغيرها من الفعاليات العامة.